# Antoni Sadowski

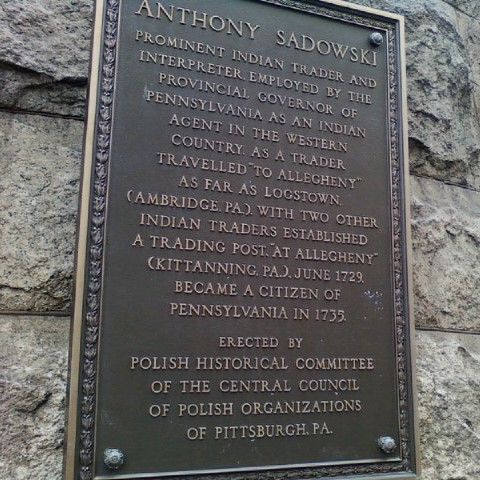
Historyczna tablica upamiętniająca Sadowskiego w Allegheny County Courthouse Pittsburgh, Pensylwania.

Antoni Sadowski (ang. Anthony Sadowski) (ur. 1669 w Ostrowcu Świętokrzyskim, zm. 1736 w Amityville, Pensylwania) – polski szlachcic, pionier, traper i handlarz futer na terenach Kraju Ohio, tłumacz i przyjaciel Indian, założyciel miasta Sandusky w Stanach Zjednoczonych.

## Rodzina
Urodził się około roku 1669 w Ostrowcu Świętokrzyskim w rodzinie szlacheckiej. Jego ojciec Marcin Sadowski (ur. 1644 w Poznaniu, zm. 1673) był szambelanem polskich królów na zamku w Gostyniu w Wielkopolsce, posłem na Sejm I Rzeczypospolitej oraz inspektorem dóbr królewskich na Ukrainie. Antoni Sadowski był ojcem Jamesa i Jacoba, uczestników wypraw Daniela Boone’a.

## Życiorys
Podczas III wojny północnej w 1701 roku, Sadowski wraz ze swoim bratem został wzięty w Rydze jako zakładnik przez Szwedów. Udało mu się uciec z niewoli i przedostać do Szkocji, Anglii, a następnie, w roku 1704, do Nowego Jorku w Ameryce. Po przeniesieniu się do nowego świata Sadowski poślubił Mary Bordt Amerykankę duńskiego pochodzenia, z którą miał dziewięcioro dzieci.
W 1712 roku przybył do kolonii Pensylwania, gdzie starał się nawiązać przyjazne stosunki z rdzennymi Indianami amerykańskimi. Posiadł znajomość wielu języków indiańskich z grupy Delaware oraz języków irokeskich, więc został urzędowym tłumaczem kolonii. Wkrótce zajął się handlem podróżując po niezbadanych jeszcze obszarach Ameryki, docierając do Logstown w pobliżu obecnego miasta Ambridge w Pensylwanii.
Założył kilka faktorii handlowych w Kraju Ohio, służących do handlu z Indianami. W 1729 roku, wraz z dwoma innymi handlarzami, utworzył Kittanning w Pensylwanii, a w 1735 roku założył faktorię, która dała początek miastu Sandusky. W roku 1735 Sadowski otrzymał obywatelstwo Pensylwanii. Zginął w przypadkowym starciu z Indianami w Wirginii.
Anthony Sadowski jest dalekim przodkiem amerykańskiego prezydenta Geralda Forda